# Jarrin Solomon
Jarrin Solomon (Albuquerque, 1986. január 11. –) olimpiai bronzérmes trinidadi atléta.  A váltóval 2015-ben ezüst-, 2017-ben aranyérmet nyert a férfi 4 × 400 méteren az atlétikai világbajnokságon.

## Élete
1986-ban született az új-mexikói Albuquerque-ben. Iskolái között a La Cueva középiskola, és az Új-Mexikói Egyetem szerepel. Apja, Mike Solomon is 400 méteres sprinter volt. A trinidadi 4 × 400 méteres váltó tagjaként a 2012-es fedett pályás atlétikai világbajnokságon bronzérmet szerzett.
Salamon részt vett a 2012-es londoni olimpián, ahol ugyancsak tagja volt a 4 × 400 méteres váltónak, amellyel ezúttal is bronzérmet szerzett. A 2014-es nemzetközösségi játékokon, Glasgowban szintén bronzérmes volt a váltó tagjaként.
Egyéni legjobbja 400 méteren 44,98 másodperc, ezt az eredményt 2014-ben futotta.